# 親衛隊特別機動部隊
親衛隊特別機動部隊（德語：SS-Verfügungstruppe，SS-VT）是納粹黨於1934年所組建的戰鬥部隊，為納粹德國準軍事組織「親衛隊」下的一個分支，同時也是武裝親衛隊的前身。
1938年8月17日，納粹德國元首阿道夫·希特勒下令表示特別機動部隊既非秩序警察的一部份，也不是德意志國防軍的下級單位，而是可供黨主席本人指揮軍事行动的組織；但遇戰事爆發時，管轄特別機動部隊权利將劃由陸軍調遣。如該部隊於1939年參與了納粹德國入侵波蘭的行動；隔年就改組為武裝親衛隊。

## 組成

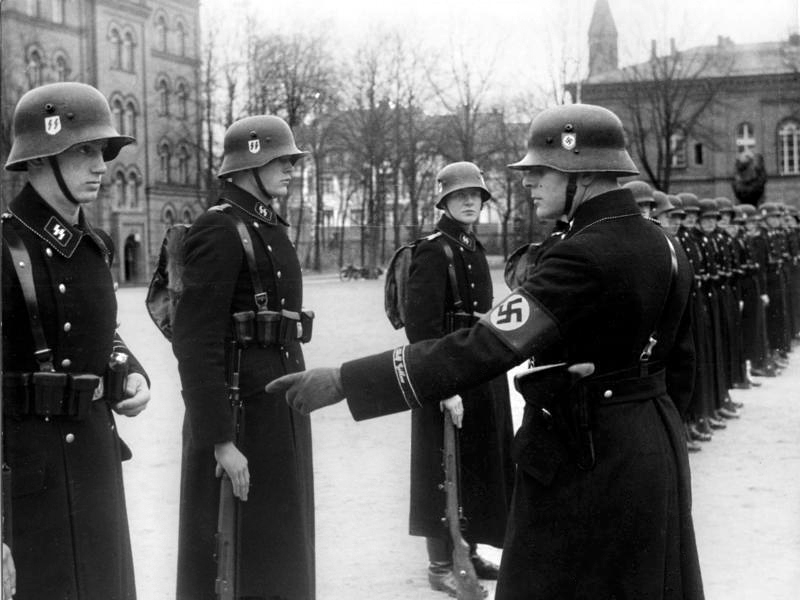
1938年11月，阿道夫·希特勒警衛旗隊成員正於柏林接受例行校閱。

親衛隊特別機動部隊於1934年9月24日由多個納粹準軍事組織與親衛隊特遣隊（SS-Sonderkommandos）等單位合併而成。特別機動部隊由三個組織編制均仿效自納粹德國陸軍的團所組成。每個團皆下轄三個營、一個摩托連與一個迫擊砲連；其成員均由已於國家勞役團服役完畢的自願者組成。
1935年3月16日，希特勒在德國國會的一場演說中正式公開宣告了親衛隊特別機動部隊的存在。特別機動部隊仰賴國防軍提供武器裝備與軍事訓練；此外後者還同時控制著招募兵源的徵募系統，而包含親衛隊在內的所有單位的兵源均須經由該系統進行分配。親衛隊的兵源分配優先順序為所有單位中最低，因此其規模被嚴重限制。
1936年，親衛隊全國領袖海因里希·希姆萊選擇前威瑪國家防衛軍中將保羅·豪塞爾出任特別機動部隊督察，並授予其「親衛隊旅隊領袖」的階級。豪塞爾致力於將特別機動部隊轉型為一可靠且能與國防軍抗衡的軍事力量。特別機動部隊與希特勒的私人隨扈單位阿道夫·希特勒警衛旗隊成員一同接受訓練；而後者在其指揮官約瑟夫·迪特里希的領導下一直是希特勒個人的警衛部隊。
1937年時，親衛隊被分為三個主要分支，分別為一般親衛隊、特別機動部隊與負責管理納粹集中營的骷髏總隊。1938年8月17日元首阿道夫·希特勒下令指示親衛隊的軍事編成單位於戰爭時期將劃歸國防軍管轄。根據希姆萊的請求，希特勒同時表示在特別機動部隊中服役的成員即視為已履行兵役義務，無須再受國防軍或其他單位徵召。此外，骷髏總隊在戰爭期間將作為特別機動部隊的後備隊使用。這項命令使第二次世界大戰期間的武裝親衛隊成員與納粹集中營管理人員間維持著相當緊密的互通關係。
截至1939年9月1日為止，在希姆萊領導下的親衛隊軍事單位共轄有下列子單位：
- 希特勒個人隨扈單位「阿道夫·希特勒警衛旗隊」，由約瑟夫·迪特里希指揮[14]。
- 特別機動部隊督察，由保羅·豪塞爾出任，下轄「德意志」、「日耳曼尼亞」與「元首」三個團。
- 集中營督察官（英语：Concentration Camps Inspectorate）（Inspektion der Konzentrationslager），由西奧多·艾克出任，下轄親衛隊骷髏總隊，負責集中營的守衛與管理工作；骷髏總隊下又編有四個軍事化旗隊[15]。親衛隊第三師「骷髏」最初係於1939年10月間由骷髏總隊成員與但澤國土衛隊（英语：SS Heimwehr Danzig）成員共同組成，但隨後於1940年8月間併入武裝親衛隊[16]。這些部隊成員佩戴骷髏總隊的骷髏與交叉骨頭紋章，而非特別機動部隊所使用的「SS」標記。
- 秩序警察，由親衛隊上級集團領袖庫爾特·達盧奇所領導。該單位是一支經軍事化訓練的非親衛隊警察單位，並直屬於同時兼任德國警察總長的希姆萊。1940年起，該單位的成員被編為親衛隊第四師「警察」，並於1941年1月間劃歸武裝親衛隊指揮，1942年2月正式併入後者。

## 早期行動

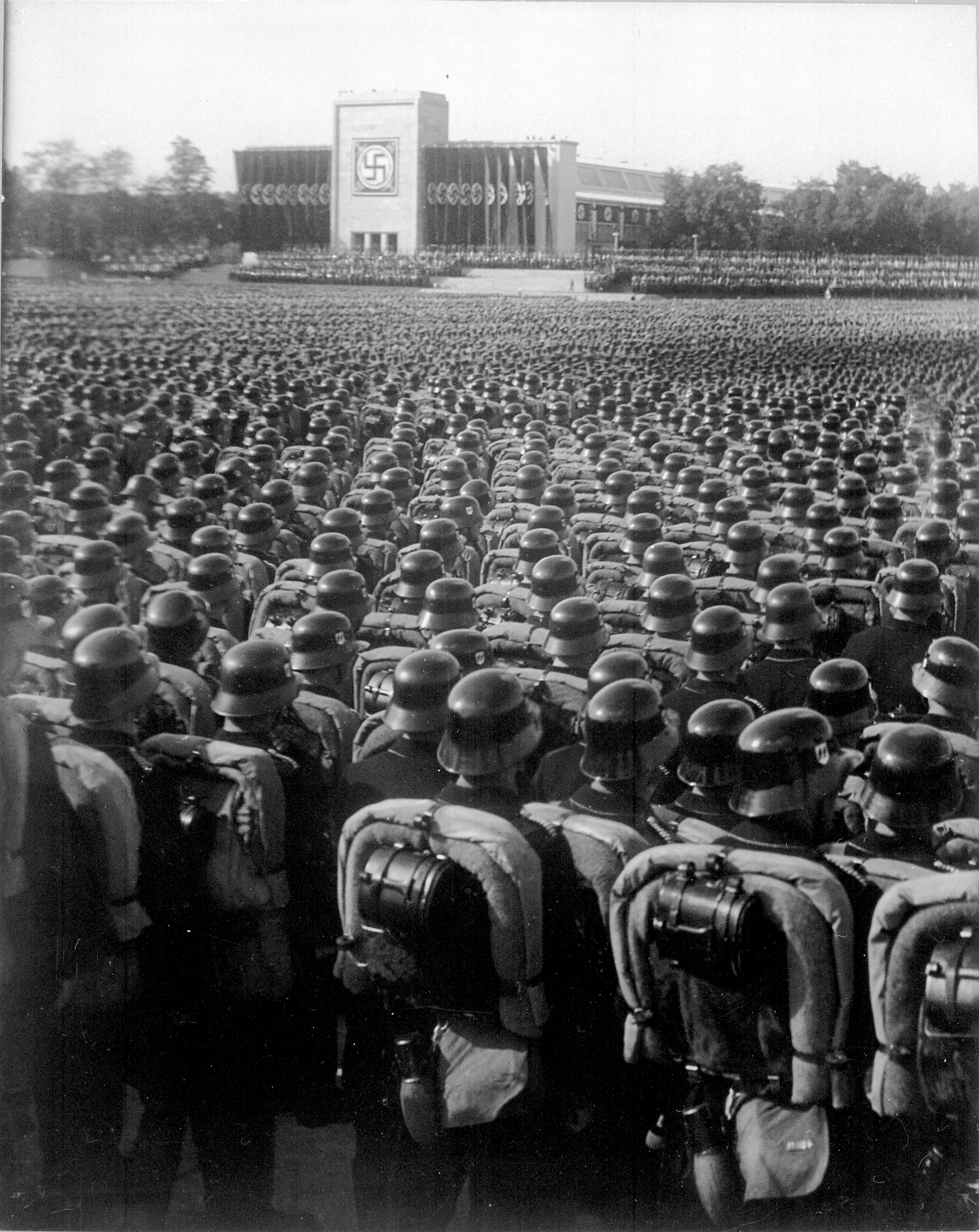
特別機動部隊成員正進行全副武裝行軍，攝於1935年。

特別機動部隊的部分成員與德意志國防軍一同參與了佔領蘇台德地區、奧地利與捷克斯洛伐克的行動。在這些行動中，特別機動部隊均由國防軍指揮領導。此外，特別機動部隊還為了這些行動特別組成了數個炮兵團，藉以充實部份陸軍單位的戰鬥力。特別機動部隊所屬的「德意志」、「日耳曼尼亞」兩個團與希特勒警衛旗隊均參與了波蘭戰役；而「元首」團（德奧合併後在奧地利徵募而成立）則被劃為後備單位，駐紮於布拉格。1939年9月，特別機動部隊與納粹德國陸軍部份單位共同組成了肯夫裝甲師，並於入侵波蘭期間實施了多次聯合行動。該單位於1939年10月7日在波蘭城鎮尼濟察被解編。
儘管對波蘭的戰事在開戰後僅兩個月後便獲得了勝利，戰役中的部分事件卻也引發了對特別機動部隊戰鬥能力的質疑。德意志國防軍最高統帥部回報表示特別機動部隊於作戰時經常冒一些不必要的險，且傷亡比例也較陸軍單位來的高。前者同時宣稱親衛隊的成員訓練不足，其軍官也不適合勝任戰鬥指揮職務。舉例而言，最高統帥部特別指出希特勒警衛旗隊有一次遭波蘭軍隊圍困於帕比亞尼采，國防軍為此還必須派遣一個團前往救援。親衛隊則反駁，堅稱該單位當時因為分散部署才會遭數量較多的波蘭軍隊擊敗，並指控國防軍並未提供該單位合適的裝備來執行任務。希姆萊堅持特別機動部隊應脫離國防軍的編制系統，獨立成為一個戰鬥單位，且應由親衛隊軍官指揮；最高統帥部的立場則是特別機動部隊沒有存在的價值，應逕予解散。希特勒不願得罪軍方或希姆萊任一方，因而選擇了第三種方案。他下令特別機動部隊組成數個師級部隊，而這些部隊將劃由陸軍指揮。
另一方面，由西奧多·艾克領導的骷髏總隊則不是戰鬥單位。在德軍入侵波蘭期間，該單位「廣泛透過獵捕逃逸的波蘭軍人、沒收農作收成與家畜牲口、刑求並殺害大量波蘭政治領袖、貴族、商人、神職人員、知識份子與猶太人等方式恫嚇波蘭民眾。」此外，希特勒警衛旗隊成員也在多個波蘭城鎮內犯下諸多暴行，其中包括在布沃涅殺害50名波蘭裔猶太人與在茲沃切夫以機槍大規模屠殺包括孩童在內的200位波蘭平民。屠殺事件也發生在博萊斯瓦維茨、姆瓦瓦與夫沃次瓦費克等地。

## 武裝親衛隊的發展

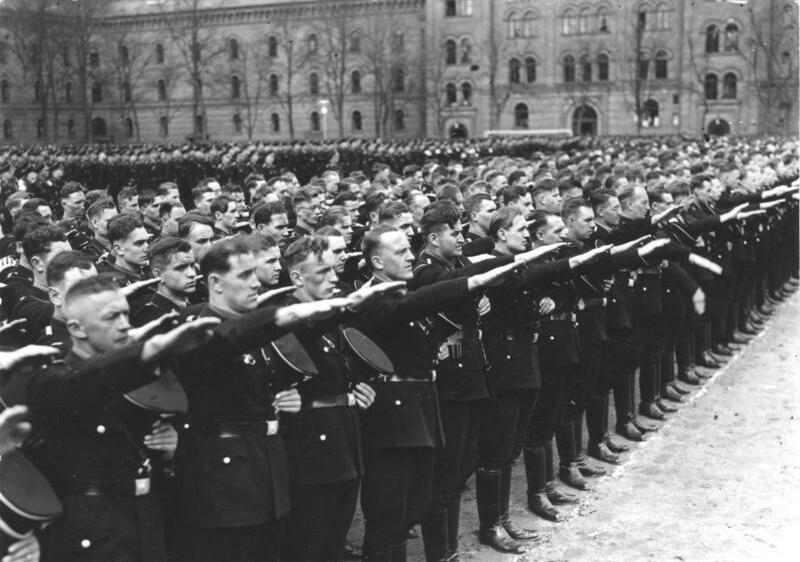
1933年，駐紮於柏林的阿道夫·希特勒警衛旗隊成員。

1939年10月，特別機動部隊所轄的「德意志」、「日耳曼尼亞」與「元首」等三個團被編入「親衛隊特別機動師」，並由保羅·豪塞爾出任指揮官。與此同時，希特勒警衛旗隊則獲擴編為一個摩托化團。
另外，配有武裝但成員訓練不足的骷髏總隊與但澤國土衛隊於1939年10月被共同編為「親衛隊骷髏師」，由西奧多·艾克出任指揮官。此外，秩序警察成員亦被編為「親衛隊警察師」。這些單位於1940年在為計畫入侵法國與低地國家所制定的《黃色方案》做準備時共同接受了戰鬥訓練。
特別機動部隊與希特勒警衛旗隊均參與了荷蘭戰役。在這場為期五天的戰役中，希特勒警衛旗隊在與荷蘭軍隊多次交火後成功與陸軍單位以及空降部隊建立起聯繫。在鹿特丹投降後，希特勒警衛旗隊隨即向海牙進兵，並於5月15日抵達該地，俘虜了3,500名荷蘭戰俘。
1940年5月16日，親衛隊骷髏師與多個陸軍師共同組成了進攻矛頭，奉命自北方向法國發動攻擊。5月21日，骷髏師在阿拉斯戰役中遭遇英國陸軍第1陸軍戰車旅與第50諾森布里亞步兵師。戰鬥中，德軍所配備的標準PaK 36戰防砲對英軍的瑪蒂達步兵戰車毫無效果，骷髏師因而慘敗。
荷蘭投降後，希特勒警衛旗隊被調往法國。5月24日，該單位與由特別機動部隊所組成的親衛隊特別機動師受命前往敦克爾克增援該地的德軍包圍圈，同時進一步將包圍圈收窄以迫使被圍困於其中的英國遠征軍與殘存的法軍部隊投降。5月27日，親衛隊骷髏師第14連成員在法國北部市鎮萊斯特朗屠殺了遭俘虜的97名英國陸軍皇家諾福克軍團第2營官兵；前者先是以機槍掃射俘虜，再以刺刀將倖存者刺殺至死。儘管如此，仍有兩人幸運逃過一劫。5月28日時，希特勒警衛旗隊已拿下距敦克爾克南方約10英里（16）的市鎮沃爾穆。該單位第2營的成員在該地犯下了沃爾穆大屠殺；80名英軍與法軍士兵在投降後遭德軍以24型柄式手榴彈與各式武器殺害。
法國戰役結束後，阿道夫·希特勒在1940年7月19日的一場演說中正式將特別機動部隊更名為「武裝親衛隊」。希姆萊同時獲得希特勒首肯，得以在親衛隊作戰部的架構下建立武裝親衛隊自己的指揮部；而前者則於1940年8月建立，並由親衛隊集團領袖漢斯·屈特納出任部長。親衛隊骷髏師與骷髏總隊則劃歸親衛隊作戰部管理。同月下旬，親衛隊參謀總長戈特洛勃·伯格爾向希姆萊提出自德國佔領區內招募德意志民族與日耳曼民族志願者加入親衛隊的構想。希特勒起初對於招募外國人一事頗為猶豫，但他最終仍被伯格爾與希姆萊兩人說服。希特勒允准親衛隊組成一支由外國人與德國軍官組成的師級部隊。

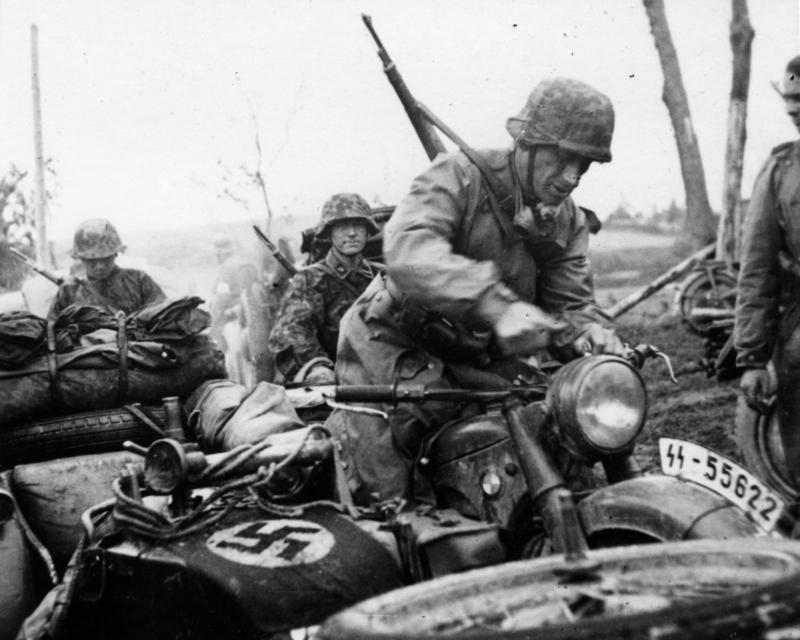
1940年12月，在波羅的海國家的親衛隊軍人。

1940年12月，原特別機動部隊所屬的日耳曼尼亞團自親衛隊特別機動師中被獨立出來，以作為新的師級單位「親衛隊日爾曼尼亞師」的組建基礎。該師多由丹麥、挪威與荷蘭等地的北歐族裔志願者所組成。1941年上半年，日耳曼尼亞師更名為「維京師」，並由前特別機動部隊德意志團團長、親衛隊旅隊領袖菲利克斯·施坦因納出任指揮官。特別機動師亦更名為「帝國師」。警察師被編入武裝親衛隊的戰鬥序列中。希特勒警衛旗隊則為因應《巴巴羅薩作戰》而獲擴編為師級單位。
武裝親衛隊師級部隊最初建立時均只有名字而沒有番號。不過後來希特勒警衛旗隊師、帝國師、骷髏師、警察師與維京師被依序賦予編號1至5的番號。

### 引用
1. ↑  Reynolds 1997，第1–3頁.
2. ↑  Flaherty 2004，第144頁.
3. ↑  Mollo 1991，第3頁.
4. ↑  Stein 1984，第9頁.
5. ↑  Flaherty 2004，第145頁.
6. ↑  Flaherty 2004，第146頁.
7. ↑  Windrow & Burn 1992，第7–8頁.
8. ↑  Cook & Bender 1994，第8, 9, 12, 17, 19頁.
9. ↑  Stein 1984，第4–8頁.
10. ↑  Organisationsbuch der NSDAP, 3rd Ed. (1937) p. 424
11. 1 2  Stein 1984，第23頁.
12. 1 2  Flaherty 2004，第148頁.
13. ↑  Stein 1984，第23, 33頁.
14. ↑  Stein 1984，第5–7頁.
15. ↑  Stein 1984，第27, 28, 33, 34頁.
16. ↑  Stein 1984，第32–35頁.
17. ↑  Mollo 1991，第4頁.
18. ↑  Stein 1984，第25–27頁.
19. 1 2 3 4  Flaherty 2004，第149頁.
20. 1 2  Sydnor 1990，第37, 44頁.
21. ↑  Rossino 2003，第114, 159–161頁.
22. ↑  Stein 1984，第32頁.
23. ↑  Flaherty 2004，第149–151頁.
24. ↑  Stein 1984，第61–65頁.
25. ↑  Stein 1984，第61, 62頁.
26. ↑  Flaherty 2004，第154頁.
27. ↑  Stein 1984，第66頁.
28. ↑  Harman 1980，第100頁.
29. ↑  Stein 1984，第65頁.
30. ↑  Stein 1984，第65–69頁.
31. ↑  Cooper 2004.
32. ↑  Weale 2012，第251–253頁.
33. ↑  Flaherty 2004，第156頁.
34. ↑  Stein 1984，第97–103頁.
35. ↑  Flaherty 2004，第160, 161頁.
36. ↑  Stein 1984，第103頁.
37. ↑  Flaherty 2004，第160頁.
38. ↑  Stein 1984，第103, 104頁.
39. ↑  Stein 1984，第104頁.
40. ↑  The Polizei division members continued to wear Ordnungspolizei insignia and it did not include "SS" in its name.
41. ↑  Stein 1984，第118頁.
42. ↑  Stein 1984，第302頁.